# ガルフ・ウォー (映画)
『ガルフ・ウォー』（Thanks of a Grateful Nation）は、1998年にアメリカで製作された、湾岸戦争を舞台にした生物兵器の使用や湾岸戦争症候群の謎に迫るテレビ映画の戦争映画である。
同じく湾岸戦争を舞台にSASの作戦を描く『THE ONE THAT GOT AWAY』という映画が『ガルフ・ウォー スカッドミサイル爆破指令』という邦題で公開されたが、この作品とは無関係である。

## 概要
1991年の湾岸戦争終結後、帰還した10万人を超える米兵が頭痛・不眠症等に悩まされた。俗に言う湾岸戦争症候群である。症状は家族にも及び、命を落とす者も出た。原因は生物化学兵器・劣化ウラン弾の影響が指摘されたが、現在に至るも不明なままである。大きな社会問題として取り上げられたが、アメリカ政府や国防総省は化学兵器の使用はおろか、湾岸戦争症候群の存在さえも公式には認めてはいない。
本作品では、体験者等へのインタビューや証言、実際の映像と再現映像にて構成されている。

## 出演
- テッド・ダンソン：ジム
- ジェニファー・ジェイソン・リー：テリー
- ブライアン・デネヒー：ドナルド
- マージ・ヘルゲンバーガー：ジェリリン
- スティーヴン・ウェバー：ジャレッド

### 日本語吹き替え
- ジム・テュート：田中正彦
- ジェリリン：堀越真己
- テリー：藤本喜久子
- リーガル上院議員：佐藤祐四
- ジェラン：佐藤晴男
- クリス：浜田賢二
- その他の日本語吹き替え:伊藤和晃／飯島肇／久行敬子／星野貴紀／栗山浩一／高宮武郎／大鐘則子／水野千夏／船木真人／木下尚紀／小林美奈／片貝薫

## スタッフ
- 監督 - ロッド・ホルコム
- 製作総指揮：アンディ・アデルソン、トレイシー・アレクサンダー、ジョン・セイクレット・ヤング
- 脚本 - ジョン・セイクレット・ヤング
- 音楽 -  デヴィッド・ハミルトン